# 黑丁頓
黑丁頓（英語：Headington）是牛津市周邊的一個衛星城，該城市位於黑丁頓山頂端，四周由泰晤士河及其支流環繞。牛津到倫敦的重要幹綫倫敦路（London Road）從該市中心穿過。